# Prostituzione in India
La prostituzione in India, come scambio di servizi sessuali in cambio di denaro, è legale; mentre tutta la serie di attività correlate, tra cui l'adescamento in luogo pubblico e la sosta lungo i marciapiedi, oltre alla gestione di case di tolleranza e lo sfruttamento della prostituzione rimangono crimini perseguiti penalmente.
Molte nuove conoscenze sul "lavoro sessuale" in India sono venute dalla prima grande indagine effettuata nel 2011 da una delle principali ONG che si occupa di prevenzione della prostituzione.

## Situazione attuale
Un ampio ventaglio di letteratura è disponibile sui vari aspetti sia politico che socio-economici della prostituzione nel subcontinente; nonostante ciò pochissime informazioni vengono rese disponibili ufficialmente dal governo, e gli sforzi fatti per aiutare questa fascia di popolazione a tornar a condurre una vita dignitosa sono compiuti esclusivamente da Organizzazioni non governative. Secondo queste ultime le donne vengono spinte nel giro della prostituzione già in giovanissima età, a volte addirittura prima del raggiungimento della pubertà.
Una volta intrappolate all'interno del traffico, si vengono a trovare in un circolo vizioso dal quale è molto difficile uscire; possono ottenere qualche soccorso solo attraverso contatti con ONG che operano in zona. Altre organizzazioni, tra cui anche l'Esercito della salvezza, svolgono un ruolo importante nel generare una qualche consapevolezza sui rischi derivanti dal contrarre malattie sessualmente trasmissibili.
Normalmente le prostitute sono suddivise in prostitute di strada, cantanti e ballerine, ragazze squillo (vedi accompagnatore), prostitute religiose (o Devadasi), infine prostitute che lavorano in un bordello.

### Diffusione
La prostituzione, sia femminile che maschile, è molto diffusa in tutta l'India, anche se rimane questione altamente controversa. Nel 2007 il ministero delle donne dello sviluppo del bambino ha segnalato la presenza nel paese di oltre 3 milioni di donne che lavorano nel mercato del sesso, col 35,47% di queste che vi sono entrate prima d'aver compiuto 18 anni.
L'Human Rights Watch fa rientrare nella categoria di prostituta/o almeno 20 milioni di persone, con la metropoli di Mumbai che contiene da sola più di 200.000 praticanti, facendola diventare così il più grande centro dell'industria del sesso di tutta l'Asia. Tra il 1997 e il 2004 il numero delle prostitute sarebbe infine poi aumentato del 50%.

### Prostituzione minorile
La prostituzione minorile è un grave problema del paese e coinvolge almeno un milione e 200.000 minorenni, bambini e bambine.

### Aree di lavoro
Il più grande e noto quartiere a luci rosse di Calcutta è Sonagachi, quello di Mumbai è invece Kamathipura, a Nuova Delhi zona di prostituzione è tutta la G. B. Road; ad Agra è il mercato Kashmiri, a Gwalior Reshampura; infine anche l'Assam e Pune (il Budwhar Peth) ospitano migliaia di donne impiegate nel commercio sessuale. Negli ultimi anni questi centri sono il luogo comune di approdo per gli stranieri che praticano il turismo sessuale.
I bordelli rimangono illegali de jure, ma in pratica sono limitati in determinate zone; il confine tra Maharashtra e Karnataka è conosciuto come la cintura Devadasi ove si trovano vere e proprie strutture che operano a vari livelli nel mercato della prostituzione. Anche se la professione non ha sanzione ufficiale, viene fatto il minimo sforzo per sradicarla o impedirla.

## Prostituzione maschile
La prostituzione maschile è sempre più visibile in India, il servizio i gigolò è in crescita; nella capitale vi sono agenzie e annunci sui giornali che offrono "bei massaggiatori": vi sono stati anche casi di molestie.
In India gli "atti omosessuali" sono legali dal 2009, ma la prostituzione maschile omosessuale rimane quasi invisibile e non si conosce molto su chi la pratica; a causa dello stigma sociale legato all'omosessualità e la totale mancanza di qualsiasi protezione legale, i prostituti gay tendono ad affrontare rischi ancor più elevati rispetto alla loro controparte femminile. Una buona percentuale di prostituti sono infine Hijra (subcultura) o eunuchi